# Wijken en buurten in Alphen aan den Rijn
De Nederlandse gemeente Alphen aan den Rijn is voor statistische doeleinden onderverdeeld in wijken en buurten. De gemeente is verdeeld in de volgende statistische wijken:
- Wijk 01 Oudshoorn (CBS-wijkcode:048401)
- Wijk 02 Ridderveld (CBS-wijkcode:048402)
- Wijk 03 Zegersloot (CBS-wijkcode:048403)
- Wijk 04 Hoorn (CBS-wijkcode:048404)
- Wijk 05 Hoge Zijde (CBS-wijkcode:048405)
- Wijk 06 Lage Zijde (CBS-wijkcode:048406)
- Wijk 07 Steekterpolder (CBS-wijkcode:048407)
- Wijk 08 Kerk en Zanen (CBS-wijkcode:048408)
- Wijk 09 Rietveld (CBS-wijkcode:048409)
- Wijk 45 Aarlanderveen (CBS-wijkcode:048445)
- Wijk 71 Zwammerdam (CBS-wijkcode:048471)

Een statistische wijk kan bestaan uit meerdere buurten. Onderstaande tabel geeft de buurtindeling met kentallen volgens het Centraal Bureau voor de Statistiek (2008):
| CBS-buurtcode | Buurtnaam               | Inwonertal | Opp. totaal (ha) | Opp. land (ha) | Ligging                |
| ------------- | ----------------------- | ---------- | ---------------- | -------------- | ---------------------- |
| BU04840101    | Gnephoek                | 220        | 392              | 380            | Locatie in de gemeente |
| BU04840102    | Woubrugseweg            | 50         | 79               | 76             | Locatie in de gemeente |
| BU04840103    | Heuvelweg               | 1380       | 17               | 16             | Locatie in de gemeente |
| BU04840104    | Weteringpark            | 510        | 24               | 18             | Locatie in de gemeente |
| BU04840105    | Ambachtenbuurt          | 3300       | 36               | 36             | Locatie in de gemeente |
| BU04840106    | Heimanswetering         | 70         | 30               | 28             | Locatie in de gemeente |
| BU04840107    | Stromenbuurt            | 2680       | 31               | 31             | Locatie in de gemeente |
| BU04840108    | Nuovaweg                | 570        | 9                | 7              | Locatie in de gemeente |
| BU04840109    | Groenoord               | 820        | 18               | 17             | Locatie in de gemeente |
| BU04840110    | De Heul                 | 60         | 7                | 6              | Locatie in de gemeente |
| BU04840201    | Ridderbuurt             | 120        | 253              | 250            | Locatie in de gemeente |
| BU04840202    | Herenweg                | 1260       | 19               | 19             | Locatie in de gemeente |
| BU04840203    | Horstenbuurt            | 3510       | 43               | 42             | Locatie in de gemeente |
| BU04840204    | Burgtenbuurt            | 1320       | 20               | 19             | Locatie in de gemeente |
| BU04840205    | Preludeweg              | 1250       | 16               | 16             | Locatie in de gemeente |
| BU04840206    | Componistenbuurt        | 2640       | 37               | 36             | Locatie in de gemeente |
| BU04840207    | Rijnoord                | 180        | 12               | 12             | Locatie in de gemeente |
| BU04840208    | Planetenbuurt           | 3590       | 38               | 38             | Locatie in de gemeente |
| BU04840301    | Steinenbuurt            | 1320       | 22               | 22             | Locatie in de gemeente |
| BU04840302    | Paddestoelenbuurt       | 2320       | 32               | 31             | Locatie in de gemeente |
| BU04840303    | Ericapark               | 1010       | 16               | 16             | Locatie in de gemeente |
| BU04840304    | Weidebloemenbuurt       | 2810       | 33               | 32             | Locatie in de gemeente |
| BU04840305    | Kromme Aar              | 20         | 198              | 157            | Locatie in de gemeente |
| BU04840306    | Edelstenenbuurt         | 2770       | 25               | 25             | Locatie in de gemeente |
| BU04840401    | Leidse Schouw           | 80         | 72               | 68             | Locatie in de gemeente |
| BU04840402    | Rijnhaven               | 480        | 143              | 129            | Locatie in de gemeente |
| BU04840403    | Zeeheldenbuurt          | 1460       | 18               | 18             | Locatie in de gemeente |
| BU04840404    | Bomenbuurt              | 1510       | 19               | 19             | Locatie in de gemeente |
| BU04840405    | Bospark                 | 880        | 27               | 27             | Locatie in de gemeente |
| BU04840501    | Emmalaan                | 2820       | 31               | 29             | Locatie in de gemeente |
| BU04840502    | Burgemeester Visserpark | 1430       | 26               | 24             | Locatie in de gemeente |
| BU04840503    | Paradijslaan            | 310        | 16               | 16             | Locatie in de gemeente |
| BU04840504    | Hazeveld                | 2010       | 27               | 25             | Locatie in de gemeente |
| BU04840505    | Gouwsluis               | 1180       | 18               | 17             | Locatie in de gemeente |
| BU04840506    | De Schans               | 10         | 14               | 13             | Locatie in de gemeente |
| BU04840601    | Nieuwe Sloot            | 1290       | 34               | 33             | Locatie in de gemeente |
| BU04840602    | Lijsterlaan             | 2050       | 26               | 25             | Locatie in de gemeente |
| BU04840603    | De Bijlen               | 0          | 146              | 105            | Locatie in de gemeente |
| BU04840604    | Van Boetzelaerstraat    | 2460       | 38               | 37             | Locatie in de gemeente |
| BU04840605    | Berendrecht             | 2380       | 44               | 41             | Locatie in de gemeente |
| BU04840701    | Kortsteekterbuurt       | 220        | 67               | 55             | Locatie in de gemeente |
| BU04840702    | Steekterbuurt           | 560        | 181              | 169            | Locatie in de gemeente |
| BU04840703    | Hoogendoornlaan         | 80         | 505              | 499            | Locatie in de gemeente |
| BU04840801    | Molenwetering           | 40         | 110              | 104            | Locatie in de gemeente |
| BU04840802    | Europaplein             | 1180       | 26               | 26             | Locatie in de gemeente |
| BU04840803    | Evenaar West            | 2280       | 27               | 27             | Locatie in de gemeente |
| BU04840804    | De Oude Wereld          | 3030       | 38               | 38             | Locatie in de gemeente |
| BU04840805    | Evenaar-Oost            | 1830       | 22               | 22             | Locatie in de gemeente |
| BU04840806    | Zefierzijde             | 710        | 58               | 58             | Locatie in de gemeente |
| BU04840807    | Archeon                 | 1350       | 81               | 78             | Locatie in de gemeente |
| BU04840808    | Polderpeil              | 3050       | 40               | 39             | Locatie in de gemeente |
| BU04840809    | De Vork                 | 0          | 42               | 41             | Locatie in de gemeente |
| BU04840901    | Rietveldsepad           | 50         | 307              | 302            | Locatie in de gemeente |
| BU04844501    | Noordeinde              | 380        | 321              | 306            | Locatie in de gemeente |
| BU04844502    | Hoge Dijk               | 90         | 496              | 486            | Locatie in de gemeente |
| BU04844503    | Aarlanderveen Dorp      | 460        | 47               | 44             | Locatie in de gemeente |
| BU04844504    | Zuideinde               | 250        | 1132             | 1103           | Locatie in de gemeente |
| BU04847101    | Ziende                  | 140        | 47               | 44             | Locatie in de gemeente |
| BU04847102    | Zwammerdam Dorp         | 900        | 24               | 21             | Locatie in de gemeente |
| BU04847103    | Hooge Burch             | 460        | 50               | 50             | Locatie in de gemeente |
| BU04847104    | De Burcht               | 440        | 42               | 42             | Locatie in de gemeente |